# Dense (album de Sheila)
Pour les articles homonymes, voir Dense.
Albums de Sheila
Sheila live à l'Olympia 98
(1998) Seulement pour toi
(2002)
Dense est un album studio de Sheila sorti en 1999 en CD, et en K7 audio.
Sur cet album Sheila opère un virage musical avec plusieurs titrés orientés dance music, style très en vogue à cette époque.
Les photos de la pochette de cet album sont de Bernard Mouillon et la conception de la pochette est de Christophe Boulmé.

## Liste des titres
1. Dense
2. Se laisser danser
3. Le tour de la terre
4. L'amour en hiver
5. Self control (en français)
6. Pop art
7. Love will keep us together
8. Sur un fil
9. Tu sais
10. Confidences
11. Dans le regard des gens
12. Self control (en anglais)

## Production
- Édition Album original : 
  - CD Marshe distribution EMI 35236772, date de sortie : 1999.
  - Cassette audio Marshe distribution EMI date de sortie : 1999

- Réédition de l'album :
  - CD  Warner 0190295794019, inclus dans Le Coffret essentiel Vol. 2 (Les Années New Chance). date de sortie : 2017.

## Les extraits de l'album
- Dense / Confidenses (uniquement en cd single promo).
- Love will keep us together Club mix / Love will keep us together  Radio édit / Love will keep us together  Version album.
- Maxi 45 tours : Love will keep us together Club mix / Love will keep us together  Radio édit.

## Musiciens
- Arrangements programmations : Léonard Raponi
- Guitares : Yann Benoist
- Batterie : Stéphane Vera

## Classement
| Pays   | Meilleure position |
| ------ | ------------------ |
| France | 56                 |